# Io sono bella
Io sono bella – singel Emmy Marrone, wydany 6 września 2019 i promujący album Fortuna. 
Tekst do utworu napisał Vasco Rossi, a muzykę skomponowali Gerardo Pulli, Piero Romitelli oraz Geatano Curreri. 
Singel był notowany na 33. miejscu na włoskiej liście sprzedaży. 
Do utworu powstał teledysk, który wyreżyserował Paolo Mannarino.

## Lista utworów
- Digital download[4]

1. „Io sono bella” – 3:03

## Notowania

### Pozycja na liście sprzedaży
| Kraj   | Notowanie (2019) | Najwyższa pozycja |
| ------ | ---------------- | ----------------- |
| Włochy | FIMI             | 33                |